# Yes-Today
A Yes-Today a Yes 2002-es válogatáslemeze, mely az Open Your Eyes, a The Ladder és a Magnification számai mellett, egy-két régi klasszikust is tartalmaz az együttes életművéből.

## Számok listája

### Első lemez
1. New State of Mind – 6:02
2. Homeworld (The Ladder) – 9:34
3. The Messenger – 5:15
4. It Will Be A Good Day (The River) – 4:56
5. Perpetual Change – 10:24 (élő, 2000)
6. Universal Garden – 6:18
7. Owner of a Lonely Heart – 5:52 (élő)
8. And You And I – 11:24 (élő, 2000)

### Második lemez
1. Open Your Eyes – 5:16
2. Face to Face – 5:04
3. New Languages – 9:22
4. From The Balcony – 2:43
5. Fortune Seller – 5:02
6. If Only You Knew – 5:43
7. Somehow, Someday – 4:45
8. To Be Alive (Hep Yadda) – 5:10
9. Awaken – 17:03 (élő, 2000)

## Közreműködő zenészek
- Jon Anderson – ének
- Chris Squire – basszusgitár, ének
- Alan White – dob
- Steve Howe – gitár
- Billy Sherwood – billentyűs hangszerek, gitár
- Igor Khoroshev – billentyűs hangszerek

style="background:#9EFF9E;vertical-align:middle;text-align:center;" class="table-yes"|Igen